# B. Meenakshipuram
B. Meenakshipuram è una suddivisione dell'India, classificata come town panchayat, di 7.207 abitanti, situata nel distretto di Theni, nello stato federato del Tamil Nadu. In base al numero di abitanti la città rientra nella classe V (da 5.000 a 9.999 persone).

## Geografia fisica
La città è situata a 10° 01' 02 N e 77° 23' 12 E.

## Società

### Evoluzione demografica
Al censimento del 2001 la popolazione di B. Meenakshipuram assommava a 7.207 persone, delle quali 3.635 maschi e 3.572 femmine. I bambini di età inferiore o uguale ai sei anni assommavano a 747, dei quali 409 maschi e 338 femmine. Infine, coloro che erano in grado di saper almeno leggere e scrivere erano 3.951, dei quali 2.390 maschi e 1.561 femmine.